# Delia Ephron
Pour les articles homonymes, voir Ephron.
Delia Ephron, née le 12 juillet 1944 à New York, est une scénariste, productrice, écrivaine et dramaturge américaine.

## Biographie
Fille des scénaristes Henry Ephron (1911-1992) et Phoebe Ephron (1914-1971), Delia Ephron est également la sœur d'Amy Ephron (en) (écrivaine, 1952-), Hallie Ephron (écrivaine, 1948-) et Nora Ephron (réalisatrice, 1941-2012).
Ainsi, elle collabore plusieurs fois avec cette dernière, comme scénariste et productrice, à des films américains bien connus, comme Nuits blanches à Seattle (1993) et Vous avez un mess@ge (1998), tous deux avec Tom Hanks et Meg Ryan, ou encore Ma sorcière bien-aimée (2005, avec Nicole Kidman dans le rôle-titre).
Parmi ses autres contributions au cinéma, citons également Raccroche ! de Diane Keaton (2000, avec la réalisatrice et Meg Ryan), pour lequel elle adapte son roman publié en 1995 Hanging Up (titre original de ce film). On lui doit plusieurs autres romans ou livres pour enfants publiés à partir de 1972 (voir détails ci-dessous).
Enfin, Delia Ephron est coauteur avec sa sœur Nora de la pièce Love, Loss, and What I Wore (en) (jouée Off-Broadway en 2009, avec Tyne Daly et Joyce Van Patten), adaptée en français et mise en scène par Danièle Thompson au Théâtre Marigny à Paris en 2011, sous le titre L'Amour, la Mort, les Fringues (avec Bernadette Lafont et Karin Viard à la création en janvier, puis reprise jusqu'en mai avec d'autres interprètes).
En 2024, Delia Ephron adapte son autobiographie en pièce de théâtre ; Left on Tenth (en) fait ses débuts sur Broadway en octobre 2024, avec Julianna Margulies et Peter Gallagher dans les rôles principaux.

## Filmographie complète

### Cinéma
- 1992 : Ma vie est une comédie (This Is My Life) de Nora Ephron (scénariste)
- 1993 : Nuits blanches à Seattle (Sleepless in Seattle) de Nora Ephron (productrice associée)
- 1994 : Joyeux Noël (Mixed Nuts) de Nora Ephron (scénariste et productrice exécutive)
- 1996 : Michael de Nora Ephron (scénariste et productrice exécutive)
- 1998 : Vous avez une mess@ge (You've Got Mail) de Nora Ephron (scénariste et productrice exécutive)
- 2000 : Raccroche ! (Hanging Up) de Diane Keaton (scénariste — adaptation de son roman éponyme — et productrice exécutive)
- 2005 : Quatre filles et un jean (The Sisterhood of Travelling Pants) de Ken Kwapis (scénariste)
- 2005 : Ma sorcière bien-aimée (Bewitched) de Nora Ephron (scénariste)

### Télévision
- 1981 : How to Eat Like a Child (en), revue pour enfants téléfilmée, musique et lyrics de John Forster (en) (adaptation de son livre éponyme)

## Théâtre
- 2009 : Love, Loss, and What I Wore (en) (pièce coécrite avec sa sœur Nora)
- 2024 : Left on Tenth (en) (adaptation de son autobiographie)